# ゆめ色ふあんた
『ゆめ色ふあんた』（ゆめいろふあんた）は、マヤよ〜こによる日本の漫画作品。小学館の『小学三年生』および『小学四年生』で連載された。単行本は、てんとう虫コミックスより全3巻。

## 概要
人間の言葉を話す不思議な犬のふあんたとそのママになった少女が繰り広げる日常ファンタジー。
みるく編とミント編で構成されているが両作品ともパラレルワールドであり、ふあんたも同一の存在ではない。みるく編は第3期まで描かれるも第1期と2期・3期はパラレルの関係にあり、3期では掲載誌の変更により、進級している。

## 連載期間

### みるく編
- 第1期：『小学三年生』1993年4月号 - 1994年3月号
- 第2期：『小学三年生』1994年4月号 - 1995年3月号
- 第3期：『小学四年生』1995年4月号 - 1996年3月号

（『小学三年生』1993年4月号および『小学三年生』1994年5月号と7月号は単行本未収録。単行本1巻の第1話は『小学三年生』1994年4月号掲載分）
※この為、単行本1巻では本来は後の話で初登場となったエールとチェリーが第1話に登場する形になっている。
※ブックライブでは、『みるく編(第1期)』・『エイルランドの女神編(2・3期)』・『ミント編』に編成されており、単行本未収録の話も収録されている。

### ミント編
- 『小学二年生』1995年2月号 - 1995年3月号、および『小学三年生』1995年4月号 - 1996年3月号

（『小学二年生』1995年3月号および『小学三年生』1995年10月号 - 1996年3月号は単行本未収録）

## 登場人物

### みるく編
ふあんた
本作の主人公の1人である青い子犬。
人の言葉を話し、幼児のように無邪気な性格で大食漢。語尾に「なの」を付け、美味しい物を目にした際には「ぱっくんちゃ」と叫んでかぶりつく。角と羽が生えた白い姿に変身した際には飛行能力を初めとした魔法が使用可能になる。空腹では変身出来ず、変身も解けて、青い姿に戻ってしまう。
みるくが学校で遠足に行ったときに出会い、彼女に介抱されて以降、みるくを「ママ」と慕い、共に暮らすようになる。
第1期での正体は天界の住人で神の子。第12話（最終回）で迎えに来た実母と共に天界に帰還するもみるくがふあんたのために御馳走を用意したことを知ったことでみるくの許に帰ってくるかもしれない予感を描き、物語は幕を閉じた。
第2期でも第1期と同じく、みるくとは遠足の日に出会う。エイルランドを救った際には青き天使として語り継がれることになった。
第3期では第1話でエールとのデートを邪魔してしまったことでみるくに怒られた悲しみからの魔法でエールをみるく嫌いにしてしまう。その後、紆余曲折の末、みるくとエールの寄りを取り戻す。10年後を描いたエピローグにも登場するが姿は変わっていない。
草原みるく（くさはら みるく）
みるく編の主人公で小学3年生。両親との3人家族。クラスは3組。
基本的には明るくて心優しい。好きなものは動物。得意なものはオカリナ。
遠足の日にふあんたと出会い、ママとなって以降、ふあんたと共に様々な出来事を通じて、成長していく。
第2期でも第1期と同じく、ふあんたとは遠足の日に出会う。エイルランドを救った際には白き翼の女神として語り継がれることになった。
第3期では小学4年生に進級し、1組に所属。ふあんたとケンカした影響でエールに冷たくされてしまうがよりを取り戻す。外国に姿をくらませたエールを追って、ふあんたの力で世界中を旅しながら、エールからの宝石を集めていき、エールと結ばれた。10年後を描いたエピローグではエールと正式に結婚。
ジンジャー・エール
みるくのクラスメート。「ジンジャー」が名字で「エール」が名前。両親との3人家族でマンション暮らし。
小学生ながらも紳士的な人物でスポーツも得意。みるくとレモンから恋心を抱かれている。
第1期では第7話から転校生として登場。最終回では父親の仕事の都合で帰国することになるがふあんたの力で帰国せずにすんだ。
第2期では最初から、みるくのクラスメートであり、1人暮らし。後に森と湖の国でもあるエイルランド国の王子であることが判明。城を修理するためにチェリーと婚約するもみるくとふあんたがエイルランド国の財宝を発見したことでチェリーの父親に頼らなくても城の修理が可能となり、婚約を破棄。みるくとチェリーへのケジメのために友達からやり直す。
第3期ではみるくに冷たくされたふあんたの暴走魔法でみるくを嫌いになってしまい、口調も荒っぽくなり、一人称も「僕」から「俺」に変化。みるくとの絆が完全に消えていなかった為、みるくの献身で彼女への愛を取り戻すも自分のせいでみるくを危険な目に遭わせた罪悪感から、日本を離れる。それでもみるくのことを忘れられず、エイルランド大使館のサファイアやエイルランド南極観測基地のダイヤモンドといったエイルランドの伝説の十二星座の財宝をメッセージとして残しており、最後の1つであるアクアマリンも渡したことで本当の意味で和解。10年後を描いたエピローグではみるくと正式に結婚。
レモン / チェリー
みるくのクラスメート。本誌連載時の第1期での名前はレモンだったが第2期・3期と第1期単行本ではチェリーという名前になる。
裕福な家系に生まれ育ち、売れっ子の子役スター。普段は高貴に振る舞っているも本性は自分勝手でわがままなお嬢様。取り巻きの少女が2人いる。
第1期では第8話から登場。3歳の頃から、芸能活動している。みるく同様にエールに恋心を抱き、様々な手段でみるくを妨害していく。
第2期では最初から、みるくのクラスメートとして登場。ふあんたの秘密を知るとその力を利用しようとしたり、ふあんたのことも妨害するようになる。父の命令でエールに近づくもエールのことを本当に好きになったことに気づき、自分とは逆に最初からエールのことが好きなみるくへの嫉妬から嫌がらせをしていた事を第12話（最終回）で明かす。それにより、みるくやエールと和解。
第3期ではみるくのことが嫌いになったエールのことが好きになれず、エールが失踪したこととエールのことを諦めずに探す旅に出たみるくを見て、エールへの恋心を昇華。旅立つみるくにエールを送るもエールへの恋心が再燃し、2人の結婚式に乱入する。10年後を描いたエピローグでは世界的な大スターになっており、エールへの恋心は今度こそ昇華した。
名前変更の理由は『小学二年生』1994年2月号-3月号および『小学三年生』1994年4月号-1995年3月号で連載されたマンガ「ときめき　ちゃーみいレモン」（にしむらともこ、原案・令丈ヒロ子）の主人公の女の子の名前も「れもん」で重複を避けるためだったとのこと。
みるくの両親
みるくの父と母で共に第1期のみの登場。
みるくは顔は母親似で髪の色は父親譲り。
いちご
みるくの友人でクラスメートの少女。
第1期ではサブレギュラーで第3期ではエピローグのみの登場。
ちよこ
みるくの友人でクラスメートの少女。
第1期ではサブレギュラーで第3期ではエピローグのみの登場。
青井そーだ（あおい そーだ）
第1期に登場。みるくのクラスメートの少年。
悪ガキでみるくとは犬猿の仲。
第1話の遠足ではウサギを捕まえようとしたことから、みるくの怒りを買って叩きのめされ、その仕返しにみるくのオカリナを川に投げ飛ばすが、それにより、みるくはふあんたと出会うことが出来た。
以降の話では第3話でみるくと一緒に学級新聞を作ることになったり、第7話ではみるくとエールといちごとちよこと一緒に遊園地に遊びに行ったりしている。
みるくの祖母
第1期第6話に登場。田舎に住んでいるみるくの祖母。
夏休み、みるくとふあんたは祖母がいる田舎に遊びに行った際にラムネと出会った。
ラムネ
第1期第6話に登場。みるくが田舎の祖母の家に遊びに行ったときに出会った地元の少女。
みるくと同年代で関西弁で喋り、活発な性格。
男子たちと共にみるくとふあんたや大人たちを砂浜から追い出そうとするがそれはウミガメの卵を守るためであり、最終的には一緒に卵を守ってくれたみるくとふあんたと和解する。
第3期では10年後のエピローグに登場し、海洋カメラマンとして活動しながら、ウミガメの住む美しい海を見守っている。
エールの両親
エールの父と母で父は第1期第12話（最終回）に母は第11話と12話に登場。
母はエールが風邪を引いた際にはクリームスープを作ってくれる。
ふあんたの母
第1期第12話（最終回）に登場。ふあんたの実母。
変身したふあんたと同じく、体色は白で長い角と大きな翼を持ち、ふあんたとの体格差はかなりのもの。ふあんたのことは「ぼうや」と呼ぶ。
エールが旅立つ前日、ふあんたに「明日迎えに来ます」と告げる。ふあんたはその事をみるくに伝えることなく、残った時間をみるくとエールのために使い、母はふあんたを育ててくれたみるくへの恩返しとして、エールの父の転勤をなかったことにした後、ふあんたを連れて、天界に帰還。
ココア
第2期第7話に登場。チェリーのペットの猫。
チェリーの命を受けて、小さくなったみるくとふあんたに襲いかかるが、その最中に誤ってチェリーのスカートを破ってしまい、チェリーと共に引き上げることになる。
カリン
第3期第4話から登場。みるくの先輩の小学5年生で3組に所属。父は超豪華客船海王丸のオーナー。母は世界に5人しかいないとされるスーパーモデル。
世界的なファッションモデルでもあり、学校ではバスケ部マネージャーとして活動。普段は優しいのだが仕事には非常に厳しい。バスケで活躍するエールに心奪われる。
実は父の正体は武器商人でカリンはその手伝いをしており、1年前にエイルランドで見たエイルランドの伝説の女神（みるく）の力は兵器を凌ぐものだと考え、その力を手にするべく、女神と関連するエールに近づいたのが真相だった。
みるくを人質に取り、エールに結婚を申し込むもカリンから教えられた「エールを守れる強い女性」を思い出したみるくにエールを救出され、飛行機の天王丸で体当たりを仕掛けるもふあんたの魔法で天王丸を消滅させられたこととふあんたに心惹かれたことで改心する。
10年後を描いたエピローグでは兵器を救助用に改造し、国際救助隊を結成。天王丸2号機も用いて、世界中を飛び回っている。
ペーター
第3期第7話・8話に登場。アルプスに住んでいる山羊飼いの少年。
エールを探している最中のみるくとふあんたと出会い、エールのことを教えてくれることを条件に仕事を手伝わせる中、みるくに恋心を抱き、告白するも実らなかった。約束どおり、エールが半月前に小屋に泊まった事や南に行った事を話し、エールから預かったオパールをみるくに渡した。
最終回エピローグではハイジと共に描かれた。
エルク
第3期第9話に登場。エジプトに住んでいる王子。
髪の色と肌の色以外はエールと瓜二つで名前はアラビア語で水を意味する。
砂漠で倒れたみるくとふあんたを救助し、王宮の財宝を狙う盗賊からも助けた後、改めて、みるくに交際を申し込むも断られてしまうもみるくにラピスラズリを贈った。
その正体はエールその人であり、現地の王に頼んでみるくのためにエルクを演じていたのが真相だった。
ハイジ
第3期エピローグに登場。ペーターの恋人。
みるくとエールの結婚式にも姿を見せている。

### ミント編
ふあんた
青い犬の姿をした花の妖精で、ミントの自然を愛する心が生み出した存在。
エリカに踏みつけられた花の蕾に「花を咲かせて」とミントが願ったことで花の開花と共に誕生した。ミントをママと呼び慕う一方、自然への敵意を顕にしたエリカには恐れを感じている。
普段はみるく編（1期）のふあんたをさらに幼くした容姿と言動を見せるが、変身すると蝶の羽が生えた白い姿になり、魔法でミントをサポートする。植物の声を聞くことも可能。
双葉 ミント（ふたば ミント）
ミント編の主人公。小学3年生。
草原みるくとは逆に活発な性格でサッカーを初めとしたスポーツ好き。その一方、花を愛する優しい一面も見られる。スポーツが得意な反面、学校の成績は良くなく、夏休み前にもらった通信簿には△の評価が並んでいた。ふあんたのママになって以降はふあんたの魔法で様々な妖精に変身するようになった。
中盤からは幼稚園児のときにいじめられて泣いていた自分をなぐさめてくれた初恋の人である「幻の花のおにいちゃん」を探しながらエリカの企みを阻止していくことになる。
青井 セイジ（あおい セイジ）
ミントの幼馴染でクラスメート。
ミントとはいつも喧嘩ばかりしているが何かと彼女を気にかけてもいる。スポーツ万能な上、通信簿の評価は全て◎、塾では流暢な英語を話し、塾のテストで全国トップになるほど頭がいい。度々、ミントが探している幻の花のおにいちゃんと重なる言動を見せる。
エリカに嵌められ、10億円のティアラを壊した事にされて結婚を迫られるも「一生かかっても弁償する。オレの自由は渡さない」とエリカのアプローチを拒否。エリカによって世界一の高さを誇るエリカ・プリンセス・タワーに囚われてしまい、ヘリコプターで外国へ連れ出されそうになるが、ミントとふあんたの活躍によって救出された。その際にいじめられて泣いていたミントをなぐさめたのがセイジであり、おにいちゃんはセイジの「ミントを愛する心」が生み出した存在であることが判明した。
その後、ミントの「あたし、セイジがスキ」という告白に「しってるヨ・昔から」と返し、両想いであった事が明かされ、ミント編の物語は完結する。
エリカ
ミントのクラスメートで恋のライバル。
自分のホテルを複数持っているほどの大金持ちのお嬢様で、セイジのことは「さま」付けで呼び、セイジと同じ塾に通っている。
ミントとは対照的に自然を蔑視し、マンションを建てる為に空き地の草花を焼き払う、河川周りを全てコンクリートで固め、残っていたススキの草原を重機で蹂躪する等の暴挙に出る、「草木・森を全て潰し、山を削り、川はコンクリートでふたをし、ゴミを自由に海へ捨てられるようにする」「虫一匹いない鉄とコンクリートの美しく清潔な私の国を造る」と発言する等、自然環境に対し、極端なまでに悪辣な人物として描かれている。
学校のスキー旅行でエリカ・プリンセス・ホテルの1つに行った際、飾られていた10億円の水晶のティアラを不注意で壊してしまう。その罪を通りすがったセイジに擦り付け、弁償の代わりに自分との結婚を強要。断られるとセイジをタワーに拐い、セイジを救出に来たミントとふあんたにコンピューターによる妨害を行うも調子に乗ったことでコンピューターは故障。配線から出火させ、タワー倒壊の危機を招く。
最終的にはふあんたの魔法でティアラを修復され、ティアラを戴き、妖精の女王となったミントの強い祈りによって、倒壊しかけていたタワーを巨木に変えられ、呆然となっていた。
スギナ
ミントの友人でクラスメート。
おさげ髪で眼鏡をかけている女の子。名前は『小学三年生』1995年12月号掲載分に出てくる。
野々原 ユリ子（ののはら ユリこ）
ミントたちが3年生のときの担任の先生で新人教師。